# Lago di Gafsa
Il lago di Gafsa (in arabo بحيرة قفصة) è un lago morenico che della Tunisia nel Governatorato di Gafsa che è stato scoperto il 22 luglio 2014.
Si trova 25 km a est di Gafsa lungo la Route d'Om Larayes che porta a Tunisi.

## Storia
Il lago si è formato spontaneamente ed ha una superficie di circa 1 ettaro e della profondità massima di 18 metri. Il fenomeno, spiegato con la possibile rottura di una falda sotterranea, ha attirato subito numerosi curiosi che ne affollano le rive e si bagnano nelle acque nonostante i ripetuti avvertimenti delle autorità circa la pericolosità della balneazione e la possibile presenza di inquinanti (selenio e fosfati) legati alle passate attività minerarie.

## Evoluzione
Le acque, inizialmente limpide e di colore turchese, sono successivamente divenute di colore verde e hanno perso la loro trasparenza per la proliferazione di alghe: il mutamento indicherebbe che il bacino non è soggetto a ricambio.